# Barbara Tondos
Barbara Tondos (ur. 23 listopada 1936 w Zakopanem, zm. 15 września 2012 w Lublinie) – polska historyk sztuki, konserwator zabytków, od roku 1980 działaczka opozycji solidarnościowej.

## Praca zawodowa
Po zdaniu matury w roku 1953 ukończyła studia magisterskie na kierunku historia sztuki na Uniwersytecie Jagiellońskim.  W latach 1956–1960 była pracownicą Wojewódzkiego Konserwatora Zabytków w Rzeszowie, następnie, od roku 1960 do 1965  pracowała w Muzeum Zamku w Łańcucie. W latach 60. XX wieku zajmowała się, wraz z mężem, Jerzym Turem, inwentaryzacją zabytków w powiatach ełcki, gorlickim, leżajskim i ropczyckim, w Beskidzie Niskim i w Bieszczadach. Od roku 1969 do 1990 była zatrudniona w Biurze Dokumentacji Zabytków w Rzeszowie.
12 czerwca 1997 roku uzyskała stopień doktora nauk humanistycznych w Instytucie Sztuki PAN. W 2005 roku jej praca doktorska została wydana drukiem pod tytułem „Styl zakopiański i zakopiańszczyzna”. Jest autorką 42 haseł w „Encyklopedii Rzeszowa” (2004) i 4 haseł w „Polskim słowniku biograficznym konserwatorów zabytków” (t. 3. i 4., 2009 i 2011).
W roku 2011 otrzymała Nagrodę Województwa Małopolskiego im. Mariana Korneckiego, przyznawaną za osiągnięcia w dziedzinie ochrony i opieki nad zabytkami architektury drewnianej Małopolski.
Dokumentacja, będąca efektem prac inwentaryzacyjnych Barbary Tondos i jej męża, Jerzego Tura – fotografie, plany, szkice – jest udostępniana w ramach projektu „Cyfrowe Archiwum Jerzego Tura i Barbary Tondos”.

## Działalność w „Solidarności”
Od roku 1980 uczestniczyła w opozycyjnych działaniach „Solidarności”. Prowadziła bibliotekę wydawnictw podziemnych, a w latach 1982–1983 redagowała i wydawała, wraz z mężem, lokalną, satyryczną gazetkę „Kos Przedrzeźniacz”. Od 1983 roku organizowała spotkania z wykładowcami niezależnymi od władz, m.in. Stefanem Bratkowskim, Ryszardem Bugajem, Wojciechem Ziembińskim.

## Życie prywatne
Była córką lekarza, więźnia KL Auschwitz, Władysława Tondosa i urzędniczki, Janiny Tondos.
W roku 1965 poślubiła Jerzego Tura, a w 1966 urodziła im się córka, Katarzyna.
Zmarła 15 września 2012 roku, została pochowana na Nowym Cmentarzu w Zakopanem (kw. P3-A-5).

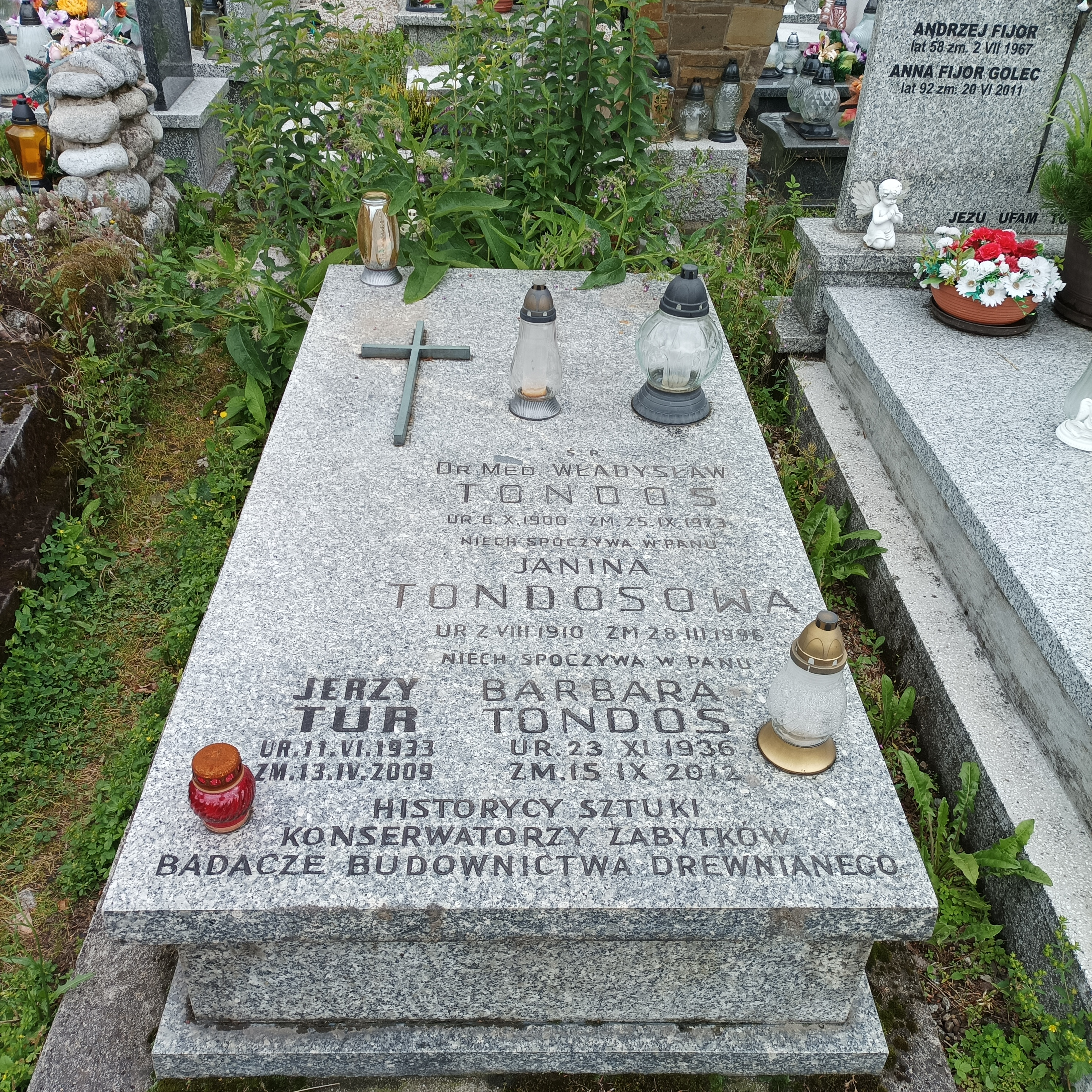
Grób Jerzego Tura i Barbary Tondos na Nowym Cmentarzu w Zakopanem

## Wybrane publikacje
- Tabeusz Budziński, Barbara Tondos, Jerzy Tur: Piękno w drewnie zamknięte. Drewniane kościółki i cerkiewki Bieszczadów, Beskidu Niskiego i Pogórza. Warszawa: Voyager, 1992. ISBN 978-83-85496-37-3. Brak numerów stron w książce
- Barbara Tondos: Architektura Rzeszowa w Okresie Autonomii Galicyjskiej. Rzeszów: Akces, 1997. ISBN 978-83-907343-0-9. Brak numerów stron w książce
- Barbara Tondos: Styl zakopiański i zakopiańszczyzna. Ossolineum, 2005. ISBN 978-83-04-04505-7. Brak numerów stron w książce